# Keisha Buchanan

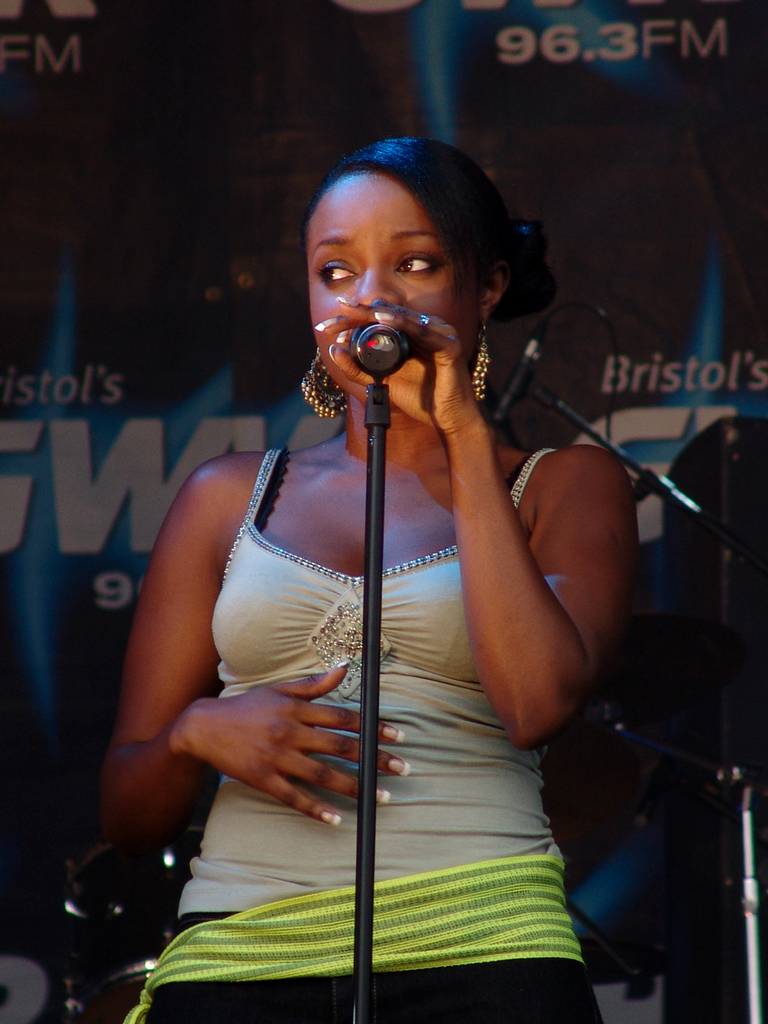
Keisha Buchanan in Bristol (2004)

Keisha Kerreece Fayeanne Buchanan (* 30. September 1984 in Westminster, London) ist eine britische Sängerin. Sie war von 1998 bis 2009 Mitglied der britischen Girlgroup Sugababes. Seit 2012 trat sie mit ihren ursprünglichen Bandkolleginnen unter dem Namen Mutya Keisha Siobhan auf, seit 2019 wieder als Sugababes.

## Leben
Buchanan hat jamaikanische und schottische Vorfahren. Blue-Mitglied Simon Webbe ist ihr Cousin.
Buchanan und Mutya Buena freundeten sich in der Grundschule an. Während Studioaufnahmen zusammen mit Siobhán Donaghy lud Buena Buchanan ein und der Manager der beiden beschloss, dass die drei fortan als Trio arbeiten sollten. Ihr Manager Ron Tom verhalf ihnen innerhalb kürzester Zeit zu einem Plattendeal mit London Records, unter dem 2000 ihr Debütalbum One Touch erschien. Seit der Veröffentlichung dieses Albums wurden die Sugababes zu einem der erfolgreichsten britischen Interpreten. Zusammen mit den Sugababes hat sie sechs Nummer-1-Singles sowie zwei Nummer-1-Alben hervorgebracht.
Nachdem Donaghy und Buena 2001 bzw. 2005 aus der Gruppe ausgestiegen waren und durch Heidi Range und Amelle Berrabah ersetzt wurden, verblieb sie als einziges Gründungsmitglied der Sugababes.
2004 trug Buchanan den Gesang zum Titel Gully des Londoner Rappers Crazy Titch bei. Drei Jahre später war Buchanan auf dem Album A New Big-Inning von Big-Z zu hören; sie sang im Titel Can’t Bring Me Down mit. 2008 nahm sie gemeinsam mit Don-E das Lied Natural für dessen Album Writing’s on the Wall auf. Im selben Jahr trat sie bei zwei Veranstaltungen mit James Morrison auf, wobei sie Nelly Furtados Part im Lied Broken Strings übernahm. Außerdem wirkt sie bei dem Song Far Away des Künstlers Jay Sean mit, welcher auf seinem Album All or Nothing zu finden ist.
Am 21. September 2009 wurde offiziell verkündet, dass Buchanan die Gruppe verlassen habe. Auf ihrer Twitter-Seite gab Buchanan an, dass nicht sie diesen Schritt gewählt habe. Buchanan wurde durch Jade Ewen ersetzt. Es wurde bekannt, dass das Management Buchanan ersetzt hatte, nachdem zuvor sowohl Berrabah als auch Range die Gruppe verlassen wollten. Sowohl Berrabah als auch Range behaupteten zudem, der Grund für diesen Schritt sei gewesen, dass sie nicht mehr mit Buchanan zusammenarbeiten konnten.
Nach ihrem Ausstieg aus den Sugababes wurde ihr ein Plattenvertrag mit Island Records angeboten, sie veröffentlichte allerdings nie offiziell Musik.
Im Juli 2011 präsentierte Keisha Buchanan in dem Londoner Club Jacques Townhouse einige von ihr selbstgeschriebene Songs: Carried Away, Beautiful Mess und Fearless.
Ab 2012 traten die Ursprungsmitglieder der Sugababes unter dem Namen Mutya Keisha Siobhan auf, seit 2019 wieder unter dem ursprünglichen Namen Sugababes.